# Slovenské Krivé
Slovenské Krivé (bis 1927 slowakisch Krivé; ungarisch Görbény – bis 1907 Tótkriva) ist eine Gemeinde im Osten der Slowakei mit 123 Einwohnern (Stand: 31. Dezember 2024), die zum Okres Humenné, einem Kreis des Prešovský kraj, gehört. Sie ist Teil der traditionellen Landschaft Zemplín.

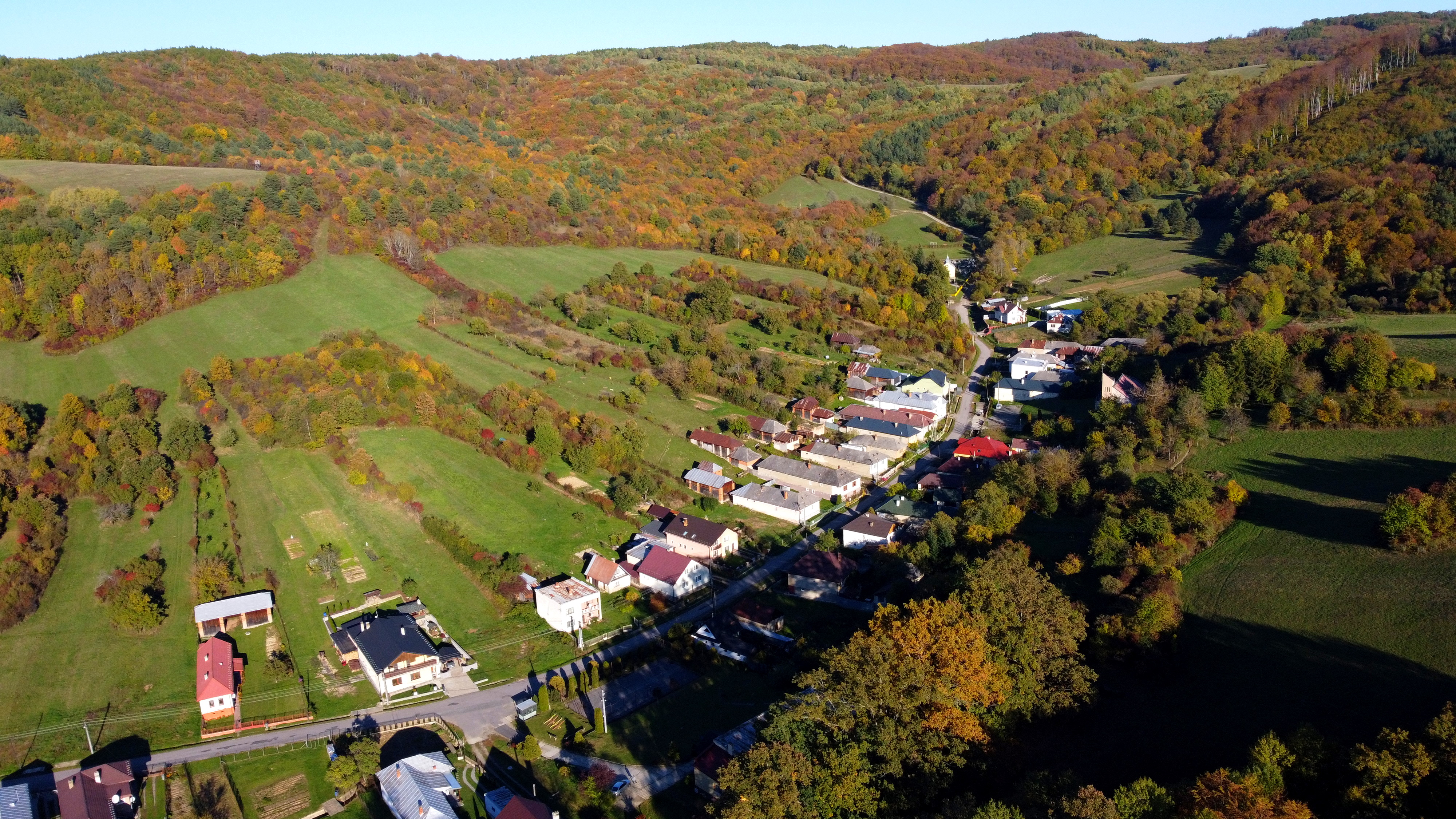
Blick zum Ort

## Geographie
Die Gemeinde befindet sich in den Niederen Beskiden im Bergland Laborecká vrchovina, in einem kleinen Talkessel eines Zuflusses von Výrava im Einzugsgebiet des Laborec. Das Ortszentrum liegt auf einer Höhe von 261 m n.m. und ist 20 Kilometer von Humenné entfernt.
Nachbargemeinden sind Rokytov pri Humennom (Katastralgemeinde Humenský Rokytov) im Norden, Papín im Nordosten und Osten, Zubné im Südosten und Jabloň im Süden, Südwesten, Westen und Nordwesten.

## Geschichte
Slovenské Krivé wurde zum ersten Mal 1478 als Kriva schriftlich erwähnt, weitere historische Bezeichnungen sind unter anderen  Tótt-Kriva (1773) und Slowenské Krivé (1808). Das Dorf war Teil des Drugeth'schen Herrschaftsgebiet von Humenné, im 18. Jahrhundert war es Besitz der Familie Farkas, gefolgt von der Familie Balassa im 19. Jahrhundert. 1715 gab es sieben verlassene und sechs bewohnte Haushalte. 1787 hatte die Ortschaft 17 Häuser und 113 Einwohner, 1828 zählte man 17 Häuser und 134 Einwohner, die als Besenmacher, Landwirte, Waldarbeiter und Hersteller von Holzwerkzeugen tätig waren.
Bis 1918 gehörte der im Komitat Semplin liegende Ort zum Königreich Ungarn und kam danach zur Tschechoslowakei beziehungsweise heute Slowakei. In der Zeit der ersten tschechoslowakischen Republik waren die Einwohner weiterhin in traditionellen Tätigkeiten beschäftigt. Nach dem Zweiten Weltkrieg pendelte ein Teil der Einwohner zur Arbeit in die Einheitliche landwirtschaftliche Genossenschaft in Radvaň nad Laborcom, während andere privat organisierte Landwirte arbeiteten.

## Bevölkerung
| Jahr                | 1994 | 2004    | 2014    | 2024    |
| ------------------- | ---- | ------- | ------- | ------- |
| Anzahl der Personen | 129  | 139     | 126     | 123     |
| Unterschied         |      | +7,75 % | −9,35 % | −2,38 % |

| Jahr                | 2023 | 2024    |
| ------------------- | ---- | ------- |
| Anzahl der Personen | 121  | 123     |
| Unterschied         |      | +1,65 % |

Nach der Volkszählung 2011 wohnten in Slovenské Krivé 134 Einwohner, davon 132 Slowaken und zwei Russinen.
131 Einwohner bekannten sich zur römisch-katholischen Kirche und drei Einwohner zur griechisch-katholischen Kirche.

## Bauwerke und Denkmäler
- moderne römisch-katholische Kirche St. Joachim und Anna aus dem Jahr 1994, der Altar wurde erst 2008 geweiht

## Verkehr
Nach Slovenské Krivé führt nur die Cesta III. triedy 3847 („Straße 3. Ordnung“) von Jabloň heraus. Der nächste Bahnanschluss ist in Koškovce an der Bahnstrecke Michaľany–Łupków.